# San Benedetto del Tronto
San Benedetto del Tronto (en dialecto de San Benedetto, Sammenedèttë) es una localidad y comune italiana de la provincia de Ascoli Piceno, región de las Marcas, con 48 030 habitantes.
Se le considera el centro de la Riviera delle Palme o "Ribera de las Palmas". Es la segunda localidad en población de las Marcas, después de la capital, pero la primera si se considera la aglomeración urbana principal sin las fracciones.<!R1>(después de la clasificación de Porto d'Ascoli en el año 1961 como un simple barrio y no una fracción). San Benedetto, gestiona seis pedanías adjuntas, que se extienden más allá del límite municipal como son: Grottammare, Cupra Marittima, Monteprandone, Acquaviva Picena, Martinsicuro (TE) y Colonnella (TE); entre todas ellas, la población asciende a más de 100.000 habitantes.

## Demografía
| Gráfica de evolución demográfica de San Benedetto del Tronto entre 1861 y 2001 |
|                                                                                |
| Fuente ISTAT - elaboración gráfica de Wikipedia                                |